# یوسف الذودان
یوسف الذودان (عربی: يوسف أحمد الذودان؛ زادهٔ ۹ فوریهٔ ۱۹۸۹) بازیکن فوتبال اهل اردن است.
از باشگاه‌هایی که در آن بازی کرده‌است می‌توان به باشگاه فوتبال الاتفاق اشاره کرد.
وی همچنین در تیم‌های ملی فوتبال زیر ۲۳ سال اردن و اردن بازی کرده‌است.